# Abya Yala

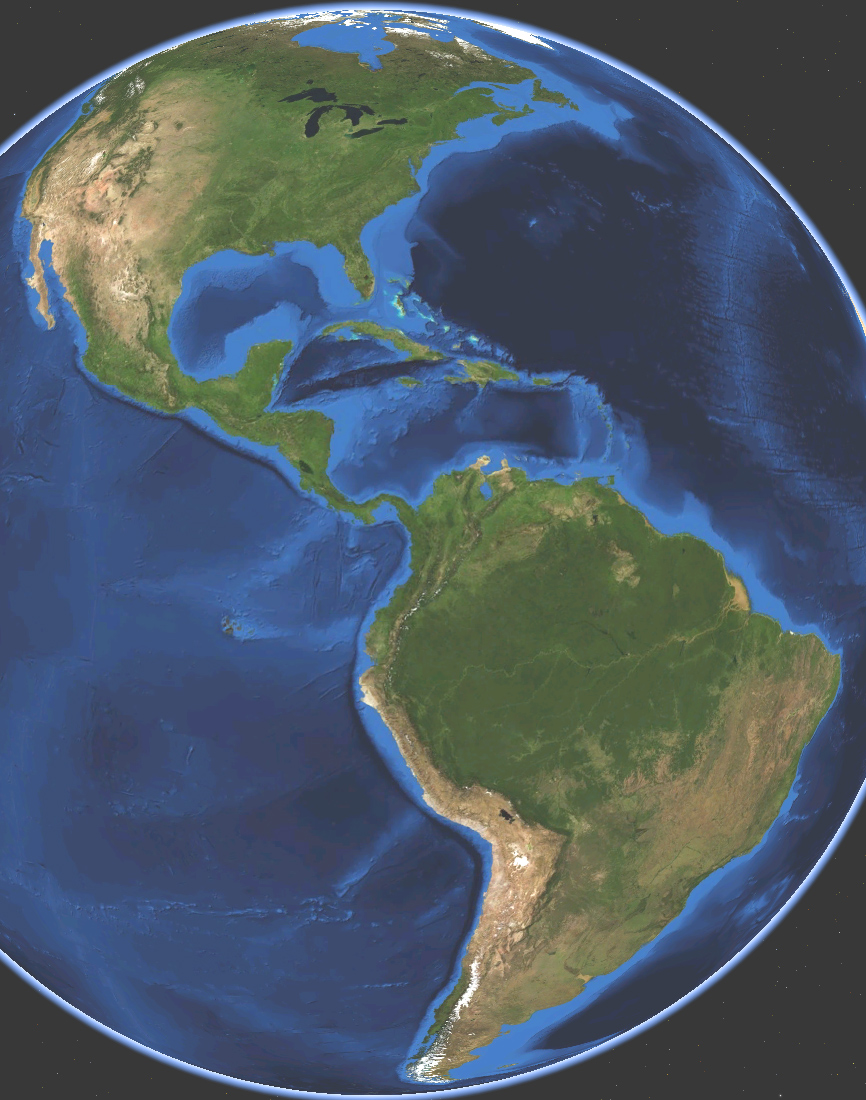
Território americano a que se refere a denominação Abya Yala.

Abya Yala ou Abiayala é uma denominação histórica do continente americano na língua kuna, que significa "terra em plena maturidade" ou "terra de sangue vital".  No século XXI, o termo passou a ser utilizado por diferentes organizações e comunidades indígenas de todo o continente para substituir a designação eurocêntrica  "América". Nesse sentido contemporâneo, o termo é utilizado como símbolo de identidade cultural e de respeito à natureza deste território. O uso do termo integra iniciativas de descolonização do pensamento e da História da América e faz parte da construção político-identitária dos movimentos indígenas do tempo presente.

## Etimologia
É um nome que vem da cosmogonia da população guna, grupo indígena que vive na região de Guna Yala (San Blas), no Panamá, para se referir à sua parte do continente americano onde viviam desde antes da chegada e invasão de Cristóvão Colombo e de europeus. Dentro da cosmogonia guna, "Abya Yala" é o estágio final da evolução e formação da "Mãe Terra". Etimologicamente, "Abya Yala" vem das palavras "Abe" (sangue) e "Yala" (espaço, território).

## História do termo

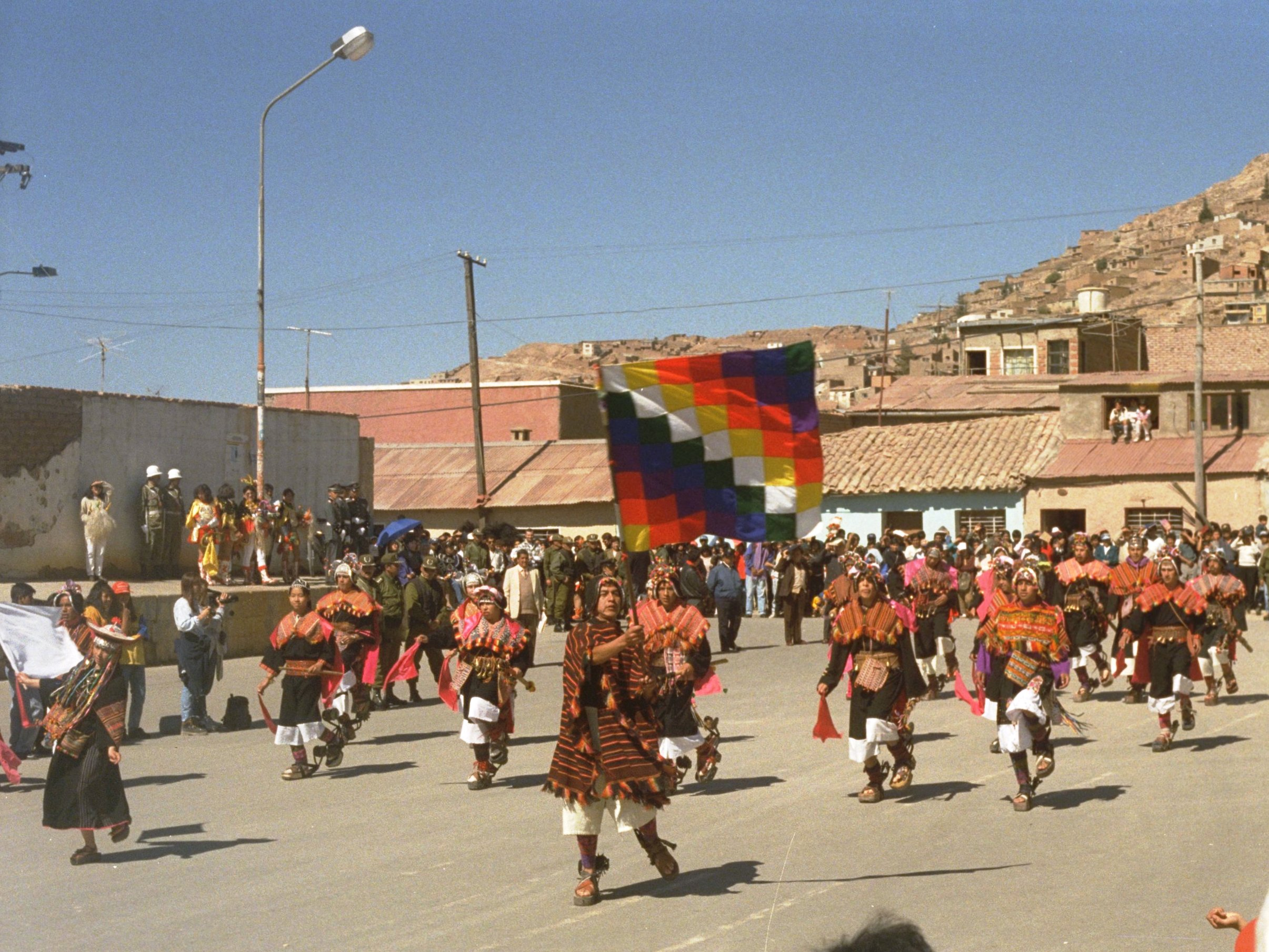
Desfile de população indígena com a bandeira Wiphala, que se relaciona com a ideia de Abya Yala.

O termo "Abya Yala" é usado ideologicamente para indicar apoio às populações indígenas e como um primeiro passo, através da renomeação do continente, para a descolonização epistêmica e o estabelecimento de autonomias indígenas seguindo o exemplo da Revolução Guna de 1925.
O termo foi sugerido pelo ativista indígena boliviano e líder do Movimento Indígena Tupak Katari, Constantino Lima Chávez, conhecido como "Takir Mamani", após a Primeira Conferência Internacional de Povos Indígenas realizada na Colúmbia Britânica, Canadá, em 1975. Em sua viagem de volta à Bolívia, Constantino chegou ao Panamá para visitar os indígenas guna; percebendo que não existe um nome de origem indígena que designe o continente americano como um todo. Constantino decide então que o termo "Abya Yala", que ouve de uma sayla ("repositório de conhecimento") de 76 anos, poderia servir como alternativa para designar o continente americano:
Não me lembro a data exata, mas foi em 1968 quando o wiphala apareceu, reapareceu. Não é mentira que se não tivermos sucesso então vamos inventá-la. O mesmo é verdade para o continente Abya Yala, se não conseguirmos o nome, vamos inventá-lo, vamos batizá-lo, e vamos dar o nome ao nosso continente, porque o nome daquele criminoso, Américo Vespúcio, não pode continuar neste continente.
Para Constantino, “colocar nomes estrangeiros em nossas cidades, vilas e continentes equivale a submeter nossa identidade à vontade de nossos invasores e seus herdeiros”. Em vista disso, Constantino pediu, em reuniões e conferências internacionais, aos povos e organizações indígenas que usassem o termo "Abya Yala" ao invés de "América". Em 1976, o missionário católico italiano Juan Bottaso Boetti fundou "Ediciones Abya Yala" na cidade de Quito, Equador, e se tornou o principal propagador do termo dando-lhe um significado mais continental. Desde a década de 1980, o termo "Abya Yala" foi adotado mais gradualmente por ativistas, escritores e organizações. O termo, usado no sentido político, foi usado pela primeira vez na II Cúpula Continental dos Povos e Nacionalidades Indígenas de Abya Yala, realizada em Quito em 2004.